# Rhipidura
Rhipidura is een geslacht van zangvogels uit de familie Rhipiduridae (waaierstaarten). 

## Kenmerken
Ze zijn 15 tot 18 cm. In hun gedrag lijken ze op vliegenvangers, omdat ze ook vliegend insecten vangen. Net als kwikstaarten wippen ze voortdurend met de staart, waarbij de staart ook steeds gespreid wordt. 

## Verspreiding en leefgebied
Het zijn vrij kleine insectenetende vogels die voorkomen in zuidelijk Azië, Australië, Nieuw-Guinea en eilanden in de Grote Oceaan. 

## Taxonomie
De waaierstaarten behoren tot vier geslachten waarvan dit geslacht het grootste is meer dan 60 soorten.
Het geslacht Rhipidura en de familie van de waaierstaarten horen tot de superfamilie van de Corvoidea. Ze zijn niet verwant aan de waaierstaarten die in Europa en Afrika voorkomen, ook niet aan de kwikstaarten, die beide tot andere superfamilies behoren. 

### Soortenlijst
Het geslacht kent de volgende soorten:
- Rhipidura albicollis  – Witkeelwaaierstaart
- Rhipidura albiscapa  – Grijze waaierstaart
- Rhipidura albiventris  – VIsayawaaierstaart
- Rhipidura albogularis  – Witvlekwaaierstaart
- Rhipidura albolimbata  – Grijsbuikwaaierstaart
- Rhipidura atra  – Salvadori's waaierstaart
- Rhipidura aureola  – Indische waaierstaart
- Rhipidura brachyrhyncha  – Dimorfe waaierstaart
- Rhipidura cockerelli  – Cockerells waaierstaart
- Rhipidura coultasi  – Witbefwaaierstaart
- Rhipidura cyaniceps  – Blauwkopwaaierstaart
- Rhipidura dahli  – Grijskeelwaaierstaart
- Rhipidura dedemi  – Van Dedems waaierstaart
- Rhipidura diluta  – Floreswaaierstaart
- Rhipidura drownei  – Bougainvillewaaierstaart
- Rhipidura dryas  – Arafurawaaierstaart
- Rhipidura euryura  – Kortpootwaaierstaart
- Rhipidura fuliginosa  – Maoriwaaierstaart
- Rhipidura fuscorufa  – Tanimbarwaaierstaart
- Rhipidura habibiei  – Pelengwaaierstaart
- Rhipidura hyperythra  – Bruinbuikwaaierstaart
- Rhipidura javanica  – Maleise bonte waaierstaart
- Rhipidura kordensis  – Biakwaaierstaart
- Rhipidura kubaryi  – Ponapéwaaierstaart
- Rhipidura layardi  – Fijiwaaierstaart
- Rhipidura lepida  – Palauwaaierstaart
- Rhipidura leucophrys  – Tuinwaaierstaart
- Rhipidura leucothorax  – Witborstwaaierstaart
- Rhipidura louisiadensis  – Louisiadenwaaierstaart
- Rhipidura maculipectus  – Moeraswaaierstaart
- Rhipidura malaitae  – Malaitawaaierstaart
- Rhipidura matthiae  – Zwartborstwaaierstaart
- Rhipidura melanolaema  – Temotuwaaierstaart
- Rhipidura nebulosa  – Samoawaaierstaart
- Rhipidura nigritorquis  – Filipijnse bonte waaierstaart
- Rhipidura nigrocinnamomea  – Mindanaowaaierstaart
- Rhipidura ocularis  – Guadalcanalwaaierstaart
- Rhipidura opistherythra  – Sclaters waaierstaart
- Rhipidura perlata  – Parelwaaierstaart
- Rhipidura personata  – Kadavuwaaierstaart
- Rhipidura phasiana  – Mangrovewaaierstaart
- Rhipidura phoenicura  – Roodstuitwaaierstaart
- Rhipidura rennelliana  – Rennellwaaierstaart
- Rhipidura rufidorsa  – Grijsborstwaaierstaart
- Rhipidura rufifrons  – Australische vuurstuitwaaierstaart
- Rhipidura rufiventris  – Streepborstwaaierstaart
- Rhipidura rufofronta  – Salomonsvuurstuitwaaierstaart
- Rhipidura samarensis  – Visayaanse blauwe waaierstaart
- Rhipidura sauli  – Tablaswaaierstaart
- Rhipidura semicollaris  – Kleine-soendawaaierstaart
- Rhipidura semirubra  – Manuswaaierstaart
- Rhipidura spilodera  – Vanuatuwaaierstaart
- Rhipidura sulaensis  – Taliabuwaaierstaart
- Rhipidura superciliaris  – Mindanaose blauwe waaierstaart
- Rhipidura superflua  – Buruwaaierstaart
- Rhipidura tenebrosa  – Donkere waaierstaart
- Rhipidura teysmanni  – Sulawesiwaaierstaart
- Rhipidura threnothorax  – Roetwaaierstaart
- Rhipidura torrida  – Halmaherawaaierstaart
- Rhipidura verreauxi  – Nieuw-Caledonische waaierstaart
- Rhipidura versicolor  – Marianenwaaierstaart